# Negeri Jemanten
Negeri Jemanten is een bestuurslaag in het regentschap Lampung Timur van de provincie Lampung, Indonesië. Negeri Jemanten telt 3921 inwoners (volkstelling 2010).